# Рікардо Граса
Рікардо Граса (порт. Ricardo Graça, нар. 16 лютого 1997, Ріо-де-Жанейро) — бразильський футболіст, захисник «Васко да Гами».
Виступав, зокрема, за олімпійську збірну Бразилії. У складі збірної — олімпійський чемпіон.

## Клубна кар'єра
Народився 16 лютого 1997 року в місті Ріо-де-Жанейро. Вихованець футбольної школи клубу «Васко да Гама», а в 2016 році він був на правах оренди в португальському клубі «Віторія Гімарайнш».
27 травня 2018 року в матчі проти «Баїї» Рікардо Граса дебютував за «Васко да Гаму» у бразильській Серії A. 20 травня 2019 року в поєдинку проти «Аваї» Рікардо забив свій перший гол за «Васко да Гаму».

## Виступи за збірну
2020 року у складі олімпійської збірної Бразилії посів 2 місце на Передолімпійському турнірі КОНМЕБОЛ, що дозволило команді наступного року поїхати на Олімпійські ігри у Токіо, де бразильці здобули золоті медалі, але Рікардо Граса там жодного разу на поле так і не вийшов.

## Статистика виступів

### Статистика клубних виступів
| Сезон             | Команда           | Чемпіонат         | Чемпіонат | Чемпіонат | Національний кубок | Національний кубок | Національний кубок | Континентальні кубки | Континентальні кубки | Континентальні кубки | Інші змагання | Інші змагання | Інші змагання | Усього | Усього |
| Сезон             | Команда           | Ліга              | Ігор      | Голів     | Ліга               | Ігор               | Голів              | Ліга                 | Ігор                 | Голів                | Ліга          | Ігор          | Голів         | Ігор   | Голів  |
| ----------------- | ----------------- | ----------------- | --------- | --------- | ------------------ | ------------------ | ------------------ | -------------------- | -------------------- | -------------------- | ------------- | ------------- | ------------- | ------ | ------ |
| 2018              | «Васко да Гама»   | A+ЛК              | 0+5       | 0         | КБ                 | 0                  | 0                  | КЛ                   | 4                    | 0                    | -             | -             | -             | 9      | 0      |
| Усього за кар'єру | Усього за кар'єру | Усього за кар'єру | 5         | 0         |                    | 0                  | 0                  |                      | 4                    | 0                    |               | -             | -             | 9      | 0      |

## Титули і досягнення
- Олімпійський чемпіон (1): 2020